# Lorenzo Narducci
Lorenzo M. Narducci (* 25. Mai 1942 in Turin; † 21. Juli 2006 in Havertown, Pennsylvania) war ein italienisch-US-amerikanischer Physiker, der sich mit Quantenoptik befasste.
Narducci studierte an der Universität Mailand mit der Promotion 1964. Danach war er dort Assistenzprofessor für Quantenelektronik. 1966 ging er in die USA als Assistant Professor am Worcester Polytechnic Institute sowie ab 1976 als Associate Professor und ab 1988 Professor an der Drexel University in Philadelphia. Er starb an Nierenkrebs.
1999 erhielt er den Willis-E.-Lamb-Preis für seine Beiträge auf dem Gebiet von Quanten-Fluktuationen und Quanten-Rauschen  und speziell die Anwendung des Quanten-Regressions-Theorems (von Melvin Lax) in der Quantenoptik. 1991 erhielt er den Einstein-Preis für Laserforschung. Er war Fellow der American Physical Society, der Optical Society of America und der American Association for the Advancement of Science. Er war Mitglied des Franklin Institute.
Seit 1987 war er Herausgeber von Optics Communications und seit 1990 Mitherausgeber von Physical Review A. Außerdem war er im Herausgebergremium von Progress on Optics.

## Schriften
- mit Neal B. Abraham Laser physics and Laser Instabilities, World Scientific 1988
- Herausgeber mit Michael G. Raymer, Robert W. Boyd Optical Instabilities. Cambridge University Press 1986